# Heinz Lubanski
Heinz Lubanski (* 8. August 1948) ist ein ehemaliger deutscher Fußballspieler und -trainer.

## Sportlicher Werdegang
Der aus dem Ruhrgebiet stammende Lubanksi spielte zunächst beim Gelsenkirchener Stadtteilklub VfL Resse 08, ehe er als Teenager 1965 zum SSV Hagen wechselte. Mit dem Klub stieg er 1966 in die zweitklassige Regionalliga West auf, nach dem direkten Wiederabstieg wechselte er zum ebenfalls in der drittklassigen Verbandsliga Westfalen antretenden TuS Iserlohn.
1969 wechselte Lubanski nach Süddeutschland, wo er zunächst beim Regionalligisten 1. FC Nürnberg und anschließend SSV Jahn Regensburg unter Vertrag stand. 1973 wechselte er in die Schweiz, wo er für den FC Lugano eine Spielzeit in der Nationalliga A bestritt. Nach 26 Erstligaspielen kehrte er nach Deutschland zurück und fand beim TSV 1860 München eine neue Heimat. In der Südstaffel der 2. Bundesliga spielte er mit dem Klub um den Wiederaufstieg in die Bundesliga. Nach 59 Zweitligaspielen für die „Löwen“, in denen er neun Tore erzielt hatte, wechselte er innerhalb der Liga zum Aufsteiger Wormatia Worms. Hier stand er bis zu seinem Karriereende 1986 unter Vertrag. Sein größter Erfolg im Profifußball war dabei der dritte Tabellenrang in der Zweitliga-Spielzeit 1978/79 unter Trainer Eckhard Krautzun, unter dem er jedoch nur zehn Saisonspiele bestritt. Unter teilweise widrigen Bedingungen, da der vermeintliche Vereinsmäzen Winfried Heyn einen Großteil der Neuzugänge mit Hilfe von Darlehensbetrug und Steuerhinterziehung finanziert hatte und daher im Saisonverlauf ein Teil der Mannschaft wieder zur Generierung von Ablösen abgegeben werden musste, wurde dabei der Aufstieg drei Punkte hinter Staffelsieger 1860 München und zwei Punkte hinter dem Vizemeister SpVgg Bayreuth nur knapp verpasst. Bis 1982 hielt sich der fortan finanziell belastete Klub in der zweithöchsten Spielklasse und hatte dabei 1981 die Zusammenlegung der beiden Zweitligastaffeln in der Liga überstanden. Dabei hatte Lubanski in einem Großteil der Spiele jeweils auf dem Platz gestanden. In der Oberliga-Spielzeit 1982/83 bestritt er noch 37 der 38 möglichen Ligaspiele und rettete auf dem vorletzten Nicht-Abstiegsplatz die Klasse. In den folgenden Spielzeiten rückte er zunehmend ins zweite Glied, in den Spielzeiten 1984/85 bzw. 1985/86 stand er noch in acht bzw. nur noch einer Partie auf dem Platz.
Nach seinem Karriereende wechselte Lubanski auf die Trainerbank. Von Olympia Lampertheim wechselte er 1992 als Trainer der Reservemannschaft zurück zu Wormatia Worms. Hier war er bis März 1993 verantwortlich. Zwischen 1998 und 1999 trainierte er Worms United.